# 松本忠助
松本 忠助（まつもと ちゅうすけ、1914年12月19日 - 1986年5月26日）は、日本の政治家。元衆議院議員（5期）。

## 経歴
1914年12月19日に生まれる。
1967年1月29日、第31回衆議院議員総選挙に、東京9区から公明党公認候補として立候補し、初当選する（以降、連続5期）。
1979年、公明党中小企業局長に就任する。
1980年6月22日、衆参同日選挙の第36回衆議院議員総選挙に立候補し、落選する。選挙地盤を中村巌に譲り、政界を引退する。
1986年5月26日、死去。享年71。